# Boraginoideae
Boraginoideae, potporodica biljaka, dio porodice boražinovki. Podijeljena je na dva tribusa. Najvažniji rod je borago ili oštrolist.

## Tribusi
1. Tribus Lithospermeae Dumort.
  1. Subtribus Cerinthinae
    1. Cerinthe L. (6 spp.)
    2. Huynhia Greuter (2 spp.)

  2. Subtribus neopisan?
    1. Moltkia Lehm. (6 spp.)
    2. Neatostema I. M. Johnst. (1 sp.)
    3. Mairetis I. M. Johnst. (1 sp.)
    4. Moltkiopsis I. M. Johnst. (1 sp.)
    5. Lithodora Griseb. (3 spp.)
    6. Halacsya Dörfl. (1 sp.)
    7. Paramoltkia Greuter (1 sp.)

  3. Subtribus Lithosperminae
    1. Aegonychon Gray (3 spp.)
    2. Buglossoides Moench (6 spp.)
    3. Glandora D. C. Thomas, Weigend & Hilger (8 spp.)
    4. Lithospermum L. (82 spp.)
    5. Ancistrocarya Maxim. (1 sp.)

  4. Subtribus neopisan?
    1. Arnebia Forssk. (32 spp.)
    2. Stenosolenium Turcz. (1 sp.)
    3. Podonosma Boiss. (3 spp.)
    4. Alkanna Tausch (66 spp.)

  5. Subtribus Echiinae
    1. Pontechium Böhle & Hilger (1 sp.)
    2. Echium L. (71 spp.)
    3. Echiostachys Levyns (3 spp.)
    4. Lobostemon Lehm. (29 spp.)
    5. Cystostemon Balf. fil. (16 spp.)
    6. Onosma L. (268 spp.)
    7. Choriantha Riedl (1 sp.)
    8. Maharanga A. DC. (10 spp.)
2. Tribus Boragineae Rchb.
  1. Subtribus Moritziinae Weigend
    1. Moritzia DC. ex Meisn. (3 spp.)
    2. Thaumatocaryon Baill. (1 sp.)

  2. Subtribus Boragininae
    1. Trachystemon D. Don (1 sp.)
    2. Brunnera Stev. (3 spp.)
    3. Phyllocara Gusul. (1 sp.)
    4. Hormuzakia Gusul. (3 spp.)
    5. Gastrocotyle Bunge (2 spp.)
    6. Cynoglottis (Gusul.) Vural & Kit Tan (2 spp.)
    7. Lycopsis L. (2 spp.)
    8. Anchusella Bigazzi, E. Nardi & Selvi (2 spp.)
    9. Anchusa L. (29 spp.)
    10. Melanortocarya Selvi, Bigazzi, Hilger & Papini (1 sp.)
    11. Pulmonaria L. (21 spp.)
    12. Nonea Medik. (48 spp.)
    13. Symphytum L. (32 spp.)
    14. Pentaglottis Tausch (1 sp.)
    15. Borago L. (5 spp.)